# Miskolci Egyetem Könyvtár, Levéltár, Múzeum
A Miskolci Egyetem Könyvtár, Levéltár, Múzeum (korábban Központi Könyvtár) az Egyetemváros központi helyén áll. 1966 és 1969 között épült Tolnay Lajos tervei szerint. A könyvtár egy kétszintes, lapos, hatalmas üvegfelületekkel beépített épületből és egy ehhez nyakrésszel kapcsolódó raktártömbből áll. A „főépület” földszintjén hivatali és üzemi helyiségek, a tanácsterem, a Selmeci Műemlékkönyvtár és egy könyvesbolt helyezkedik el, míg az emeletet szinte teljes egészében a mintegy 2700 m²-es olvasóterem foglalja el. Az épületben több jelentős képzőművészeti alkotás található: a földszinten Barcsay Jenő Beszélgetők című márványmozaikja, az olvasóteremben Domanovszky Endre Disputa című gobelinje, a Műemlékkönyvtár bejáratánál pedig régi selmeci professzorok mellszobrai. A könyvtárépület mellett, a keleti oldalon áll Vilt Tibor Vasmunkás című szobra, a nyugati oldalon pedig Kanizsai László napórát formázó OMBKE emlékoszlopa.
A könyvtár gyakorlatilag a Nehézipari Műszaki Egyetem alapításával elkezdte működését: egyrészt az új tanszékek szükségszerűen azonnal elkezdték a könyvbeszerzéseiket, másrészt a Sopronból érkező oktatók, tanszékek hozták magukkal a legszükségesebb könyveket. A könyvtári ügyek kezelését eleinte egy tanársegéd intézte, de hamar szakképzett könyvtáros, Várhegyi Miklós, majd Uhlmann Aladár vette át a feladatot. A könyvtárat az első időkben – minthogy az egyetemnek még nem voltak épületei – a Fráter György Gimnázium egyik tantermében helyezték el, csak 1952-ben költözött be az Egyetemvárosba, az E/3-as kollégiumba. Ennél jobb körülmények közé került a könyvtár 1959-ben, amikor beköltözött az A/1-es épület második emeletére. A Központi Könyvtár épülete 1969-ra épült fel, és augusztus 21-én nyílt meg az olvasók számára, akiket egy hatalmas és látványos olvasóterem fogadott, a szabadpolcokon mintegy 15 000 könyv és 400 folyóirat volt elhelyezve.
A könyvtár az eltelt évtizedekben sokat változott, amit egyfelől az egyetemen megjelent humán karok indukáltak, másfelől a könyvtári informatika megjelenése és egyre erősebb jelenléte. A nem műszaki karok (Állam- és Jogtudományi Kar, Gazdaságtudományi Kar, Bölcsészettudományi Kar, Egészségügyi Kar, Bartók Béla Zeneművészeti Intézet) létrejöttével összefüggésben kiszélesedett a könyvtár gyűjtőköre, megváltoztak a beszerzési arányok. A másik fontos változás az 1970-es évektől a számítástechnika fokozatos bevonása volt, amelynek révén a könyvtár összes szolgáltatását számítógépes rendszerek segítik.

## Egyetem létesítése Miskolcon

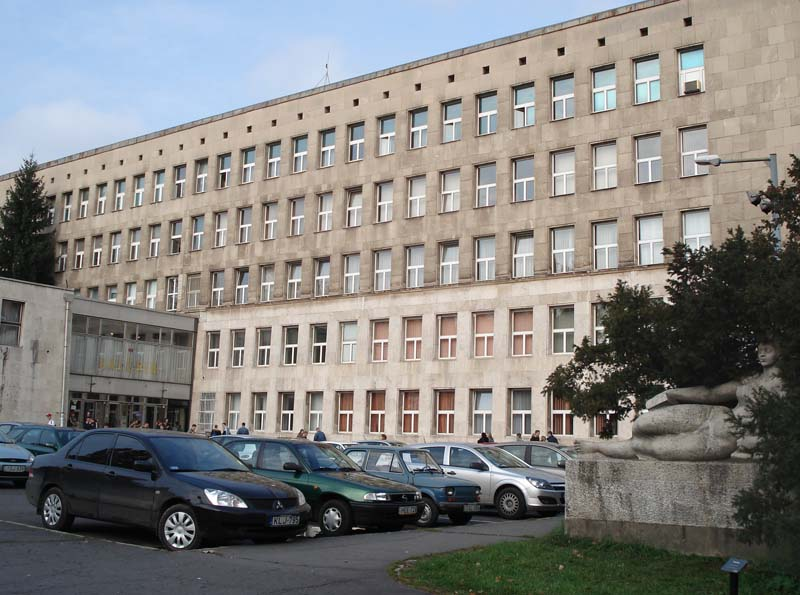
A régi főépület

1949. augusztus 19-ei dátummal jelent meg az 1949. évi 23. törvény, amely Nehézipari Műszaki Egyetem létesítéséről rendelkezett Miskolcon. A törvény 1. paragrafusa így szól: „A felsőfokú műszaki szakemberképzés fokozása céljából Miskolcon Nehézipari Műszaki Egyetemet (továbbiakban: Egyetem) kell létesíteni.” A 2. §: „Az egyetem bánya- és kohómérnöki karra, valamint gépészmérnöki karra tagozódik.” A törvény augusztusban keletkezett, az oktatást pedig már szeptemberben el kellett kezdeni. A város az oktatás céljára a Fráter György Gimnáziumot, a mai Földes Ferenc Gimnáziumot biztosította az egyetem számára, kollégiumnak pedig egy szállodát. Az oktatás 1949. szeptember 18-án kezdődött meg egy közös fizikaórával, mindhárom kar hallgatói számára. Az egyetemi épületek tervezése is elkezdődött Janáky István vezetésével, 1950-ben pedig az építési munkálatok is a Dudujka-völgyben, az Avas és Miskolctapolca között. Az építkezések előrehaladása lehetővé tette, hogy 1952-ben a teljes soproni kohómérnöki kar, majd 1959-ben a bányamérnöki kar is Miskolcra költözzön.
A következő évtizedekben az egyetem „külső” főiskolai karokkal bővült (Dunaújváros, Kazincbarcika, Sárospatak), de ezek hosszabb-rövidebb időszak után leváltak az egyetemről, illetve a kazincbarcikai kar megszűnt. Nagy jelentőségű változás történt a Nehézipari Műszaki Egyetem életében, amikor megérkeztek a „humán” karok, és ezzel az egyetem klasszikus universitas lett, amit 1990-ben megváltozott neve is jelez: Miskolci Egyetem. 1981-ben indult el a jogi, 1987-ben a közgazdasági, 1992-ben pedig a bölcsészképzés. 1997-ben csatlakozott az egyetemhez Zenepalotában folyó zeneművészeti képzés, 2001-ben pedig elkezdődött az egészségügyi oktatás is. Mindezek mellett az egyetem hagyományos karai – a megváltozott ipari-gazdasági folyamatok következtében – folyamatos megújulásuk során részben profilt módosítottak és nevet is változtattak: Anyag- és Vegyészmérnöki Kar, Műszaki Föld- és Környezettudományi Kar, Gépészmérnöki és Informatikai Kar.

## Az egyetem könyvtára

### A kezdeti évek
Az egyetem létrehozásával a könyvtárat okiratilag ugyan nem alapították meg, de egyrészt az új tanszékek azonnal elkezdték könyvtáruk létrehozását és a könyvbeszerzéseiket, másrészt a Sopronból érkező oktatók, illetve tanszékek hozták magukkal gyűjteményeiket. Csakhamar bebizonyosodott azonban, hogy a beszerzési igényeket megfelelően koordinálni kell, és ezzel a feladattal Sajó Istvánnét, a kémiai tanszék tanársegédét bízták meg. Gyorsan kiderült, hogy ez a feladat nem fér bele egy oktató munkaidejébe, azt egy főfoglalkozású könyvtárosra kell bízni. Az első szakképzett könyvtáros Várhegyi Miklós volt, aki 1950-től 1952-ig látta el a feladatot. Őt Uhlmann Aladár követte, aki addig a Miskolci Városi Könyvtárat vezette. A könyvtár első gyűjtőköri leírását Várhegyi Miklós készítette el 1950-ben:
- 01 Bibliográfia, katalógusok
- 02 Könyvtárügy, könyvtártan
- 03 Általános enciklopédiák
- 031 Műszaki, technikai és természettudományi lexikonok
- 032 Szótárak, szakszótárak
- 300 Társadalomtudományok aktuális kérdései
- 50 Matematika, természettudományok egész területe
- 600 Alkalmazott tudományokból:
- 60 Közös kérdések
- 62 Mérnöki tudományok, technika
- 66 Kémiai technológia, kémiai iparok
- 67 Mechanika, technológiai iparágak
- 69 Építőipar

Ez a leírás kezdetben alkalmas volt a könyv- és folyóirat-beszerzés elindítására. A külföldi könyveket az IBUSZ könyvosztályán, a szovjet beszerzéseket a „Horizont” külkereskedelmi vállalaton keresztül lehetett intézni, emellett közvetlen (német, osztrák, francia, amerikai stb.) kapcsolatok is voltak. A belföldi beszerzések az akkor még működő magán-könyvkereskedők segítségével valósultak meg. Már 1949-ben 1088 könyvet szereztek be, 1950-ben 4304 darabot, 1955-ben 64 182-t, 1960-ban 126 119-et. A könyvtár beszerzési kerete az első teljes évben, 1950-ben meglepően nagy, 106 800 forint volt (egy akkoriban drágának számító angol nyelvű könyv ára 288 Ft volt). Az állomány növekedésében nagy ugrást jelentett, amikor 1959-ben, a soproni könyvtár megosztása révén 45 000 kötet került Miskolcra. A könyvtár szakképzett személyzete, illetve annak hiánya hosszú ideig problémát jelentett, Várhegyi Miklós mellett például egyetlen kisegítő dolgozott. 1952-ben ötfős, 1959-ben pedig kilencfős volt a létszám, majd a soproni könyvköltöztetés miatt még további öt személyt kaptak. 1959-ban került a könyvtárhoz az első diplomás könyvtáros, Tóth Beáta személyében.

### A Központi Könyvtár fejlődése
Az egyetem könyvtára 1959 körül jutott el arra a pontra, amikor a három karú, 28 tanszékes egyetem számára a központi könyvtári funkciókat már csak nehezen tudta betölteni. Ennek számos oka közül Zsidai József, a könyvtár új vezetője három megoldandó pontot emelt ki: új könyvtárépület, hasznavehető könyvtári állomány, szakember-ellátottság. Az új könyvtári épület megépítésére ígéret volt, átadásának időpontja is megvolt: 1965. Az állománynövekedésben nagy szerepet kapott a nemzetközi kiadványcsere, 1960-ra már negyven ország 218 intézményével volt cserekapcsolatban a miskolci könyvtár. Emellett módosítottak a Központi Könyvtár és a tanszékek beszerzési arányain, és megerősítették a könyvtárközi kölcsönzést is. 1969-re az állomány elérte a 330 000 kötetet. 1962-ben – a hatékonyság érdekében – lépéseket tettek egy működőképes könyvtári szerkezet kialakítására, és ez a folyamat 1969-re fejeződött be. Ekkor a struktúra az Igazgatóságból, a Gyarapítási és Feldolgozó Osztályból, az Olvasószolgálati és Tudományos Osztályból, a Folyóirat- és Különgyűjtemények Osztályból, a Tanszéki Könyvtárak Módszertani Csoportjából és a Gazdasági és Gondnoki Csoportból állt össze. Ezzel párhuzamosan javult a személyi ellátottság mennyiségi és főleg minőségi vonatkozásban is.

### A könyvtár az új épületben

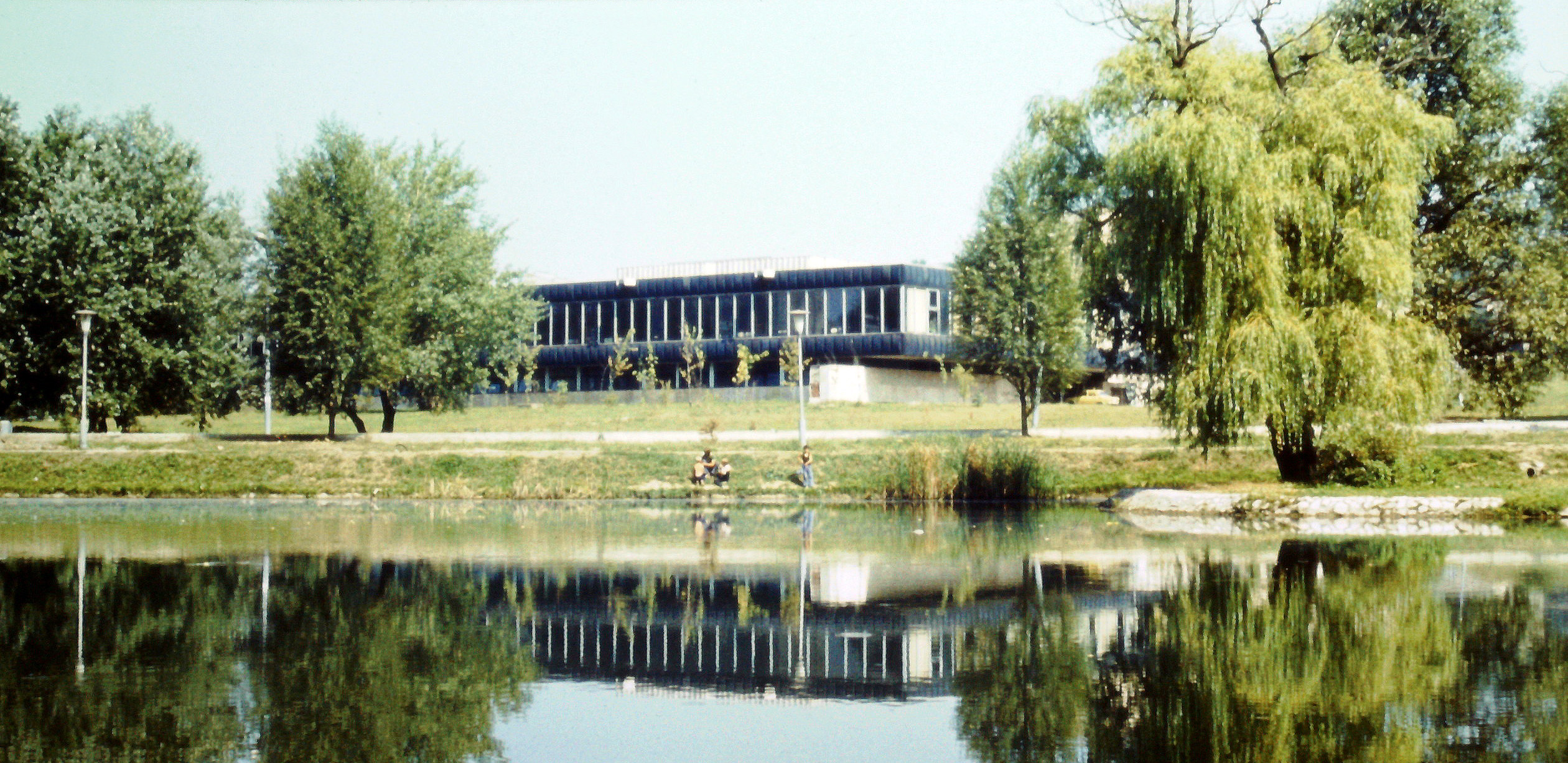
A könyvtár épülete délnyugat felől, 1976-ban

Az egyetem létesítésekor a könyvtárat a Fráter György Gimnázium egyik tantermében rendezték be, ahonnan 1952 novemberében költözött be az Egyetemvárosba, a már elkészült E/3-as kollégiumban kialakított 250 m²-es helyiségbe. Innen 1959-ben költözött sokkal jobb körülmények közé, az A/1-es épület második emeletére, egy körülbelül 800 m²-nyi területre. Itt már kialakíthattak önálló kölcsönzői részt, olvasótermet, külön raktárrészt és néhány irodahelyiséget is. A viszonylag kedvező körülmények ellenére már 1961-ban felmerült egy egyetemi könyvtárépület felépítésének gondolata. Az első építészeti tervek azonban nem voltak megfelelőek, ezért Zsidai József irányításával új tervezési programot állítottak össze az építészek számára. Tolnay Lajos építész ennek figyelembe vételével készíthette el a könyvtár terveit.
A könyvtár helyszínéül az egyetem parkterületének olyan részét jelölték ki, ami jól megközelíthető a tanulmányi épületek és a kollégiumok felől is. Az építkezés 1966-ban kezdődött, és a Nehézipari Műszaki Egyetem Központi Könyvtárát 1969. augusztus 21-én nyitották meg az olvasók előtt. A könyvtár egy kétszintes, lapos, hatalmas üvegfelületekkel beépített, látványos épület lett, amihez a nyugati oldalon egy vasbeton raktártömb csatlakozik. A „főépület” földszintjén helyeztek el bizonyos hivatali és üzemi helyiségeket, a tanácstermet, a Selmeci Műemlékkönyvtárat és egy könyvesboltot. Az előcsarnok egyik falán Barcsay Jenő Beszélgetők című márványmozaikja kapott helyet. Az emeletet szinte teljes egészében a 2702 m²-es olvasóterem foglalja el. Az olvasóterem egyik falán helyezték el Domanovszky Endre Disputa című hatalmas, 15×3 méteres gobelinjét. A raktárépület hatszintes, 15 120 polcfolyóméterre, körülbelül 600 000 kötet (könyvek és folyóiratok) tárolására tervezték, de 1982-es alapítása után az Egyetemi Levéltár iratanyagát is itt helyezték el. 1969-ben a könyvtár több mint 300 000 kötettel rendelkezett, az évi gyarapodás hozzávetőleg 10 000 kötet és 2500 folyóirat volt.
Az új könyvtárépületben javult a könyvtári szolgáltatások színvonala, a könyvtárosok számára a munkavégzés feltétele, rendeződött a helyigény, még a költségvetés és a személyi állomány is javult. Az új helyszín az olvasószolgálat számára adott a legtöbbet, az alapterület 13-szorosa lett a korábbinak. Az olvasóteremben mintegy 15 000 kötetet helyeztek el szabadpolcon, a szabadon használható folyóiratok száma 400 körül volt. Az olvasók 70%-a egyetemi hallgató és oktató, 30%-a külső olvasó volt. Az 1980-as évek közepén az évi beszerzés mintegy 13 ezer könyvből, 2200 folyóiratból és más dokumentumból állt. Az összállomány 500 000 könyvet és folyóiratot foglalt magában. Ekkoriban 430 olyan folyóirat volt, ami Magyarországon csak a miskolci könyvtárban volt fellelhető. A gyűjtőkör alaposan kibővült, mert a korábbi műszaki karokkal rendelkező egyetem nyitott a klasszikus értelembe vett universitas irányába, fokozatosan újabb humán karokkal bővült. E törekvés nyomán először 1981-ben a jogi intézet (1983-tól kar), 1987-ben a gazdaságtudományi kar jött létre. A későbbiekben a bölcsészettudományi, a zeneművészeti és az egészségügyi képzés is megjelent az oktatási palettán.
A változások a könyvtár beszerzési arányain is meglátszottak. Az új beszerzések alakulása 1979 után:
| Év   | Műszaki és természettudomány | Humán tudomány |
| ---- | ---------------------------- | -------------- |
| 1979 | 63%                          | 37%            |
| 1984 | 52%                          | 48%            |
| 1989 | 44%                          | 56%            |
| 1989 | 17%                          | 83%            |
Még a rendszerváltás utáni években, a gazdasági és társadalmi átalakulásokkal teli nehéz időszakban is nőtt a könyvtári állomány nagysága, emellett komoly számítástechnikai fejlesztések is történtek, bevezették a „Horizon” integrált könyvtári rendszert. Az állomány gyarapodására mindazonáltal erős negatív hatással volt a nagy borsodi iparvállalatok támogatásának és a kötelespéldány-szolgáltatásnak a megszűnése, a belföldi és a nemzetközi cseretevékenység lecsökkenése. Gyarapodási forrást jelentettek azonban az ajándék révén beérkező könyvek, amiket intézményektől és magánszemélyektől kapott a könyvtár, emellett a pályázati lehetőségeket is jól kihasználták (például Országos Dokumentumellátási Rendszer, Felsőoktatási Könyvtártámogatási Pályázat, ITHAKA program stb.). Újszerű feladatok is adódtak: a CD-ROM-ok bevezetése, az online folyóiratok és egyéb dokumentumok beszerzése, az egyedi nyilvántartás számítógépes nyilvántartása. A 2000-es években is gondot jelentett a könyvtári költségvetés helyzete: az új szakterületekre és a megnőtt forgalomra sem kapott többlettámogatást, sőt a folyóirat-beszerzés területén csökkenés volt tapasztalható, emellett a személyzet létszáma is csökkent. Pedig az egyetemi szervezetben bekövetkezett változások, az új tudományterületek megjelenése és az új igények létrejötte változásokat tett szükségessé az olvasóteremben is. Az olvasótermi polcrendszert közel 200 fm-rel bővíttették, és kialakították az olvasóterem korszerűbb, minden oktatott szakterületre kiterjedő szakmai tömbjeit. A kartotékrendszer megszűnt, átfogó számítógépes rendszert vezettek be.
A számítástechnika, illetve a könyvtári informatika első megjelenése 1974-ben történt meg a Metadex nevű mágnesszalagos adatbázissal, amely kohászati témákban tette lehetővé az irodalomkutatást. Mivel a könyvtárnak ekkor még nem volt számítógépe, a számítógépes műveleteket Budapesten, a KFKI-ban végezték el. Az online információkeresés 1985-ben kezdődött el egy Varyter típusú számítógép használatával, majd 1988-ban egy IBM PC/XT kompatibilis számítógépet is sikerült munkába állítani. Az internethasználat 1993-tól vált lehetővé az egyetemen (1997-ig Gopher). A CD-ROM-okon hozzáférhető, legkülönbözőbb témájú adatbázisokat 1990-től használták. A „Horizon” integrált rendszer (beszerzés, katalogizálás, folyóiratkezelés, számítógépes katalógus, kölcsönzés) hosszú, alapos előkészítés után, 1996 elején kezdett el ténylegesen működni. 2000 őszétől a nyilvános katalógus már az interneten át is használható volt. 1999-től a könyvtár összes szolgáltatásához kapcsolódó számítógépes, informatikai háttér működtetését az új informatikai osztály (csoport) látja el.
A könyvtár épületét 2021-től teljes körűen felújítják, illetve bővítik, az épületegyüttesben helyet kap a megye teljes levéltári anyaga, és adatelemző módszertani központ is működik benne. Az új egységeket 2024 májusában adták át.

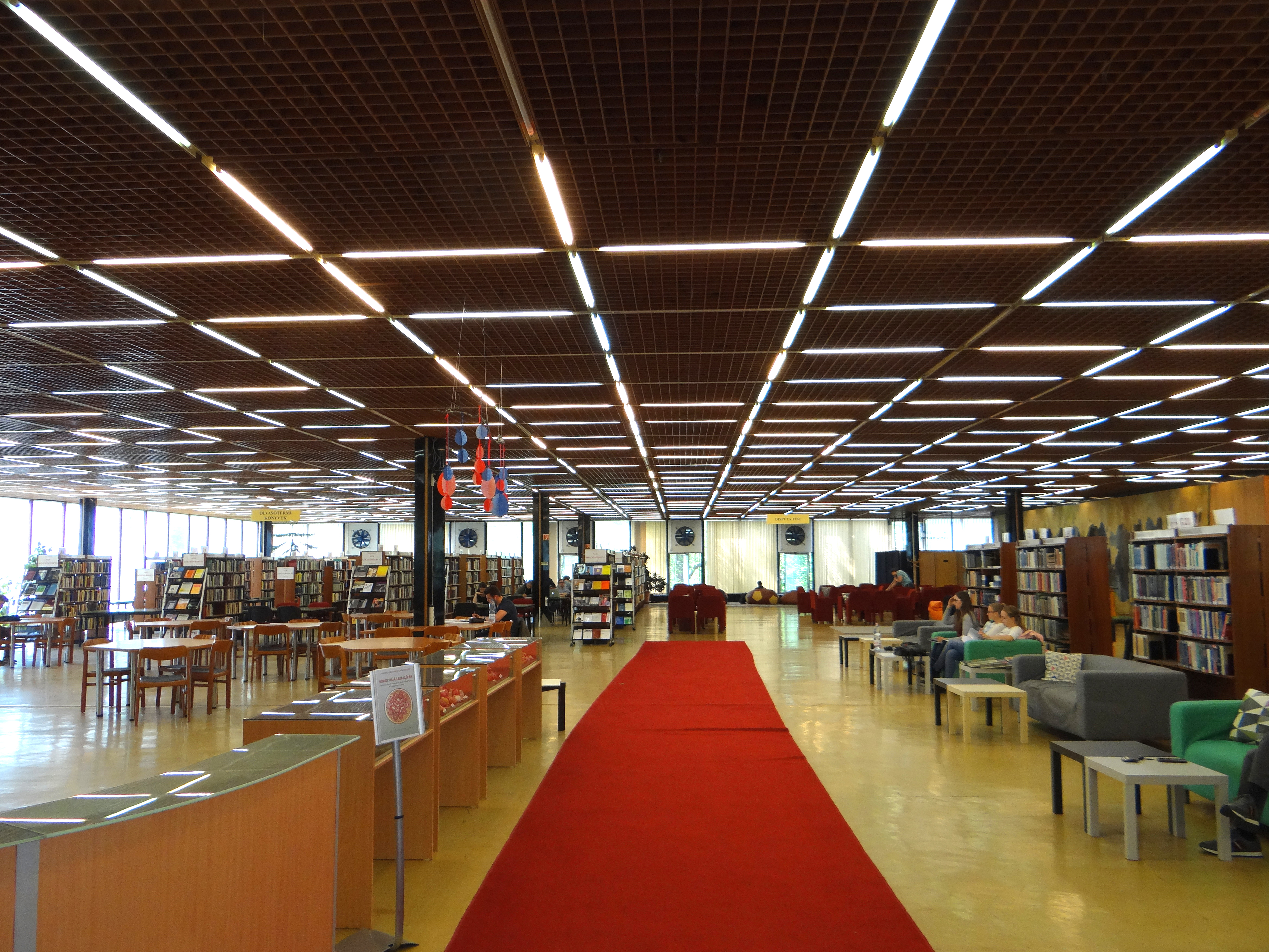
Az olvasóterem
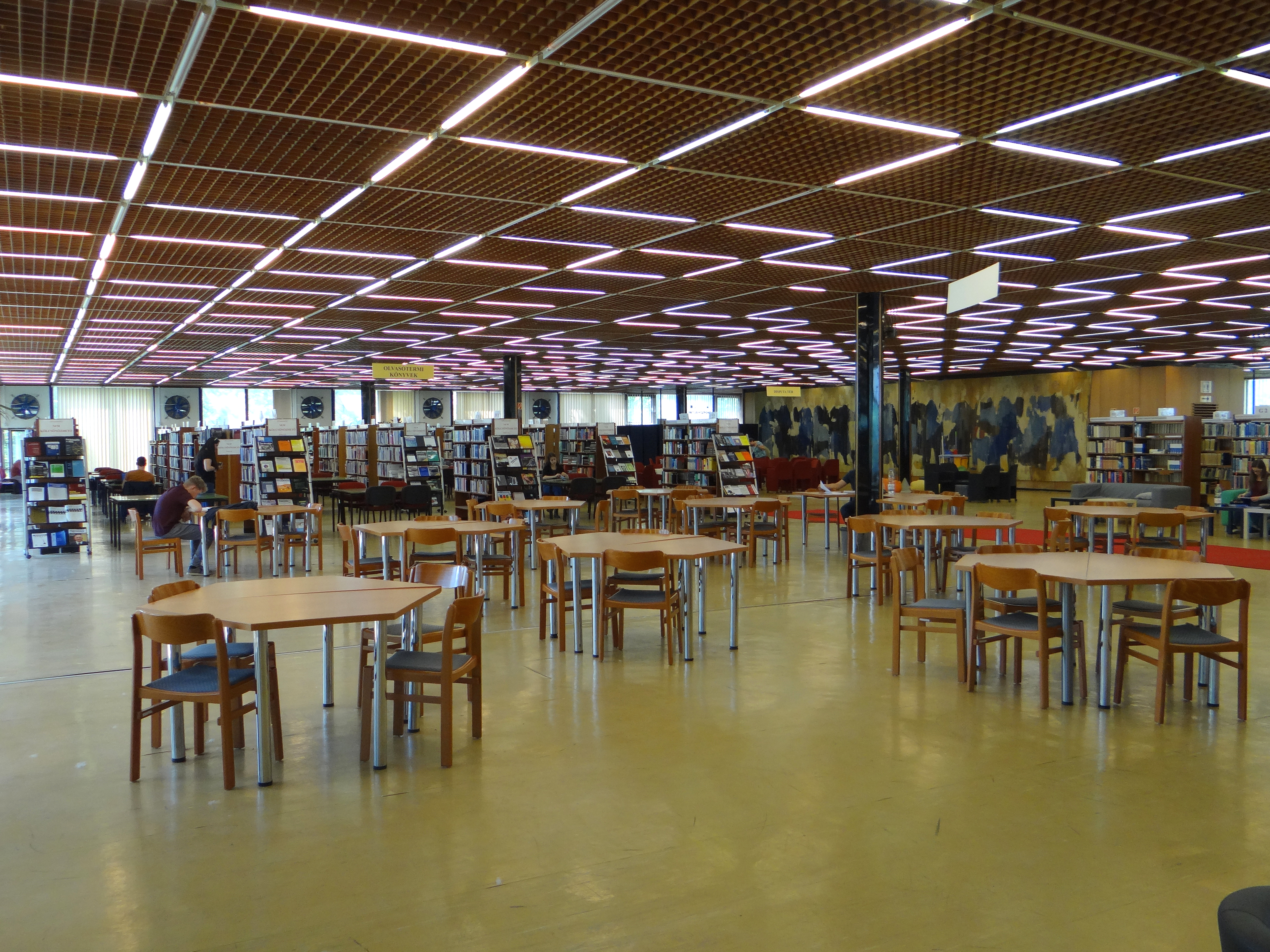
Az olvasóterem részlete
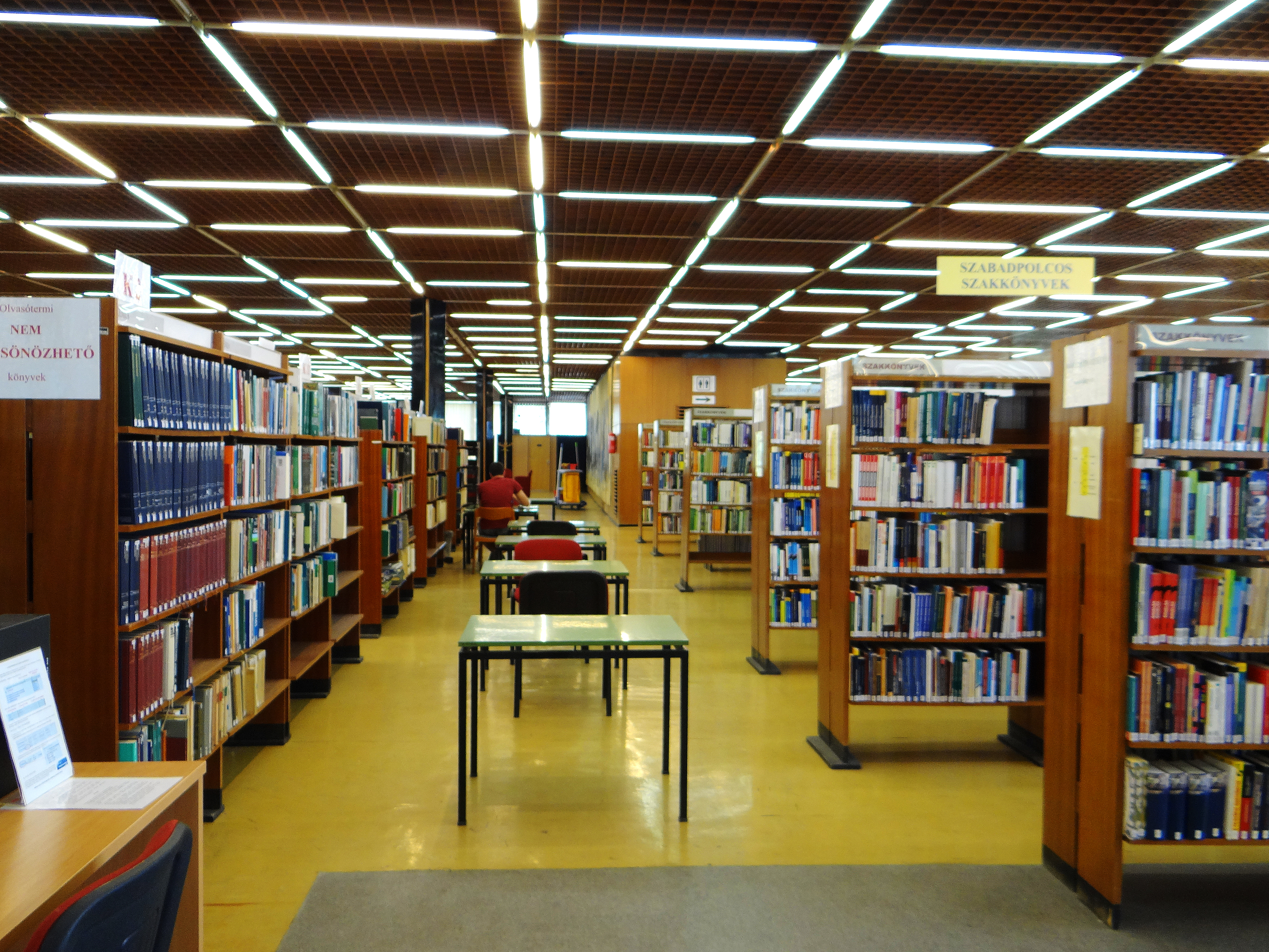
Az olvasóterem részlete
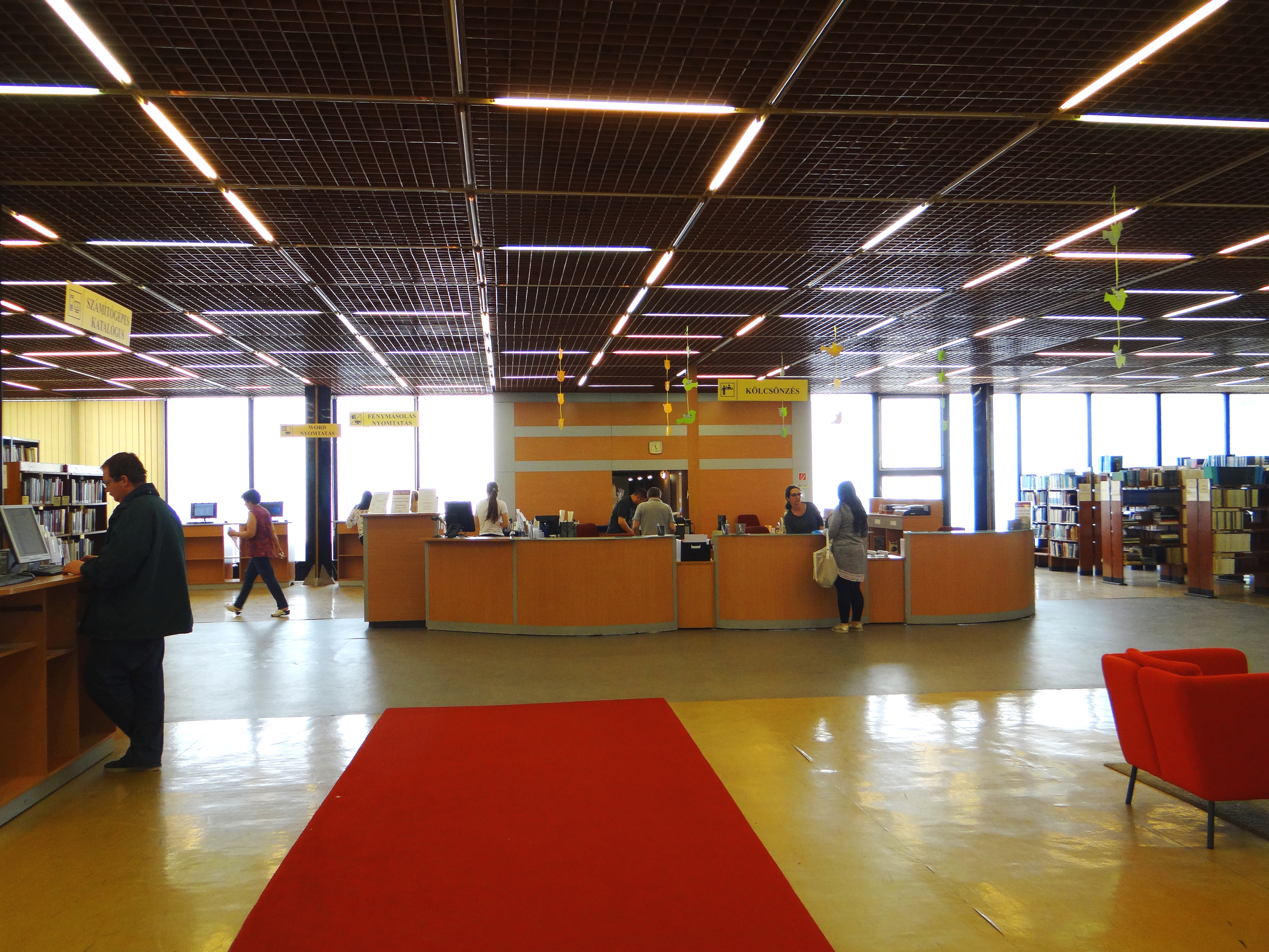
Az olvasószolgálati pult

## A könyvtár egységei
Az egyes könyvtári funkciókat a 2010-es évek második felében 30 fő körüli könyvtári szakdolgozó látja el, akik az új szervezeti rend szerint a következő egységekben dolgoznak: igazgatóság, olvasószolgálati csoport, feldolgozó csoport, informatikai csoport, raktári csoport, tájékoztatási csoport, Selmeci Műemlékkönyvtár, Levéltár, Múzeum, Egyetemi Kiadó, digitalizáló műhely, sokszorosító.

### Egyetemi Levéltár
Az egyetem levéltára 1982. július 1-jei hatállyal kezdte meg működését, első vezetője Zsámboki László volt. A levéltár – azon felül, hogy ellátja az egyetem különböző szervezeti egységeinek iratkezelését – a jogelőd intézmények levéltári, központi irattári és egyetemtörténeti anyagát is őrzi, kezeli. A Miskolci Egyetem Levéltárának létrehozásával egyidejűleg a Soproni Egyetemen is megalapították a levéltárat. Mindkettőnek közös célja, hogy a Selmeci Akadémia iratanyagát (főképp a 19. századit) őrizzék, gyűjtsék és elérhetővé tegyék. Meg kell jegyezni, hogy az első világháború utáni, a Selmecről Sopronba áttelepülés kapcsán az Akadémia iratanyaga súlyosan károsodott, az 1896 előttiek nagy része megsemmisült. Ami maradt, a Soproni Városi Levéltár kezelésébe, majd 1986-ban a két utódintézményhez került. A két levéltár az alapításukkor megegyezett az irattári anyag megosztásáról. Ennek megfelelően Miskolcra kerültek a tanácsülési jegyzőkönyvek (1873–1950), a közös főkönyvek régebbi állománya (1842–1861), valamint a nem közös, bányász-kohász főkönyvek, államvizsga-jegyzőkönyvek és a tanszéki iratok. A levéltári gyűjtemény fokozatosan bővül az egyetem egységeinek öt évnél régebbi iratanyagával, illetve bekerültek az egykori professzorok hagyatékai is. A levéltár iratállománya 2010-ben 55 fondból és 496 iratfolyóméter anyagból állt.

### Egyetemtörténeti Gyűjtemény

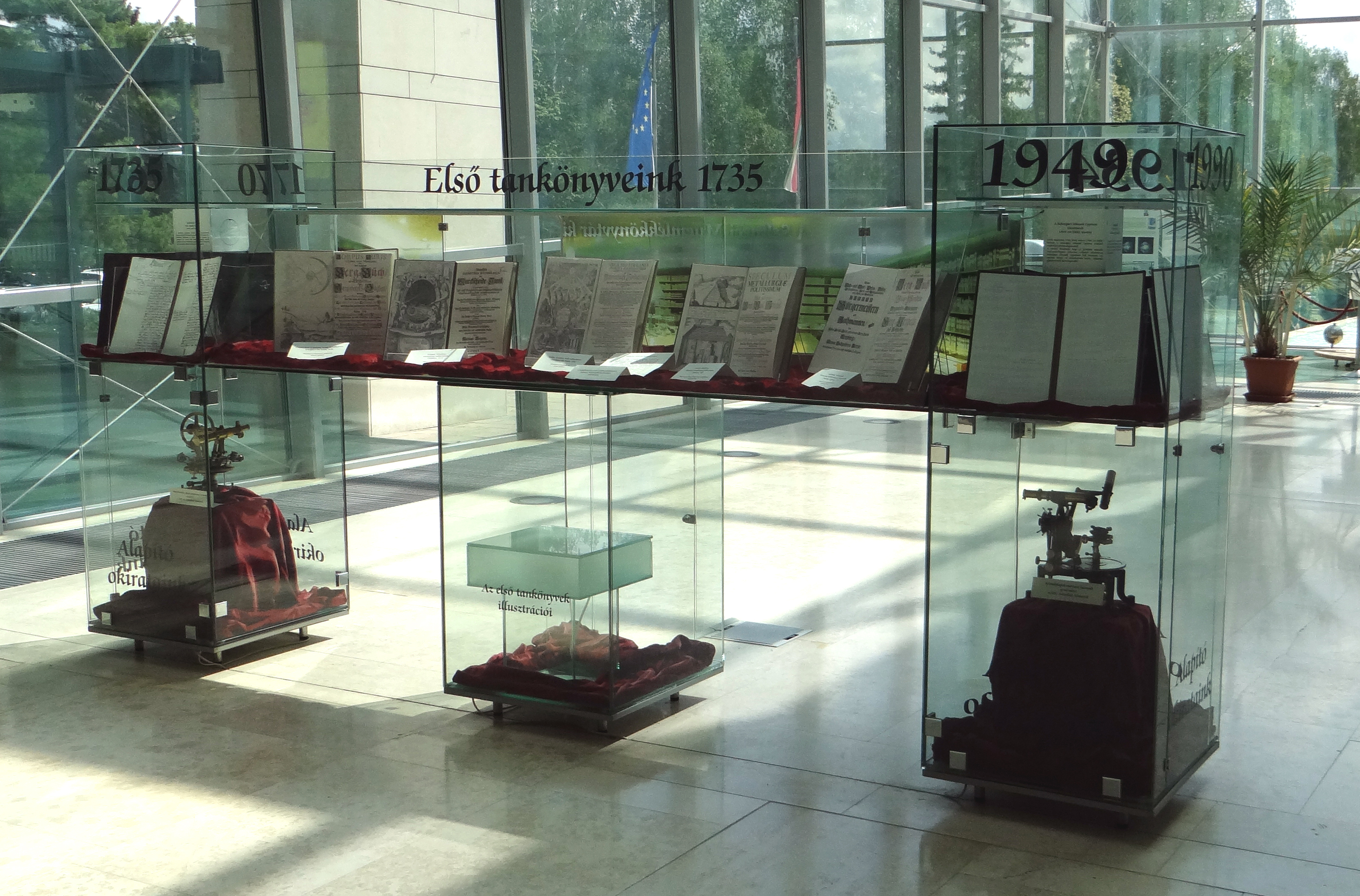
Egyetemtörténeti kiállítás a főépület előcsarnokában

Az egyetem könyvtárában 1963-ban alakult meg a Különgyűjtemények Osztálya, aminek a folyóiratügyek intézése mellett feladata volt az egyetemtörténeti gyűjtemény létrehozása és gondozása is, de idetartozott a tervezett Selmeci Műemlékkönyvtárral kapcsolatos ügyek intézése is. Ezt a törekvést erősítette meg 1965-ben egy rektori utasítás, miszerint a könyvtáron belül egyetemtörténeti gyűjteményt kell létrehozni. 1969-re már több gyűjtemény is összeállt: egyetemi jegyzetek, tankönyvek, egyetemi kiadványok, illetve egyetemi oktatók szakirodalmi munkáinak gyűjteménye, történeti iratok, fényképek, filmek, kéziratok, egyetemi sajtó stb. Ebben az évben érkezett meg Sopronból a régi selmeci gyűjtemény, amit 1974-re sikerült kiállítható állapotba hozni. Mivel 1982 júliusában létrejött az Egyetemi Levéltár, a jogelőd intézmények levéltári és egyetemtörténeti anyagának kezelése is odakerült. Időközben azonban nagy értékű muzeális, de nem levéltári jellegű anyagokhoz is sikerült hozzájutni, ezek gondozására 1986. január 1-jén alakult meg az Egyetemtörténeti Gyűjtemény, mint múzeumi szakgyűjtemény. Gyűjtőköre a Miskolci Egyetem és elődintézményei történetéhez tartozó tárgyi és dokumentumanyagra terjed ki, aminek fontos része a diákhagyományokkal kapcsolatos anyagok gyűjtése is. A gyűjtött anyagból megemlítendő példaként az egyetemtörténeti cikkgyűjtemény, az egyetem és jogelődei professzoraira, oktatóira vonatkozó dokumentumok és fotók gyűjteménye, a numizmatikai, a miniatűrkönyv-, az audiovizuális gyűjtemény stb. Az Egyetemi Múzeumnak négy állandó kiállítása van (Selmectől Miskolcig 1735–1985, Selmeci Műemlékkönyvtár, selmeci ásványgyűjtemény, Alma Mater – Universitas 275 éve, utóbbi az egyetem főépületében).

### Selmeci Műemlékkönyvtár
A Selmeci Műemlékkönyvtár a Miskolci Egyetem és a Soproni Egyetem ősének, a Selmecbányán, 1735-ben alapított Selmeci Akadémiának gyakorlatilag épségben megmaradt könyvtára. A műemlékkönyvtárban körülbelül hat és félezer kötet tekinthető meg az 1862-nek megfelelő könyvtári rendben.

## A könyvtár vezetői
A Miskolci Egyetem létesítésétől kezdve a könyvtár vezetői:
- 1949–1950 Sajó Istvánné
- 1950–1952 Várhegyi Miklós
- 1952–1961 Uhlmann Aladár
- 1961–1996 Zsidai József
- 1996–2005 Zsámboki László
- 2005–2016 Burmeister Erzsébet
- 2016– Szendi Attila[24]

## Galéria

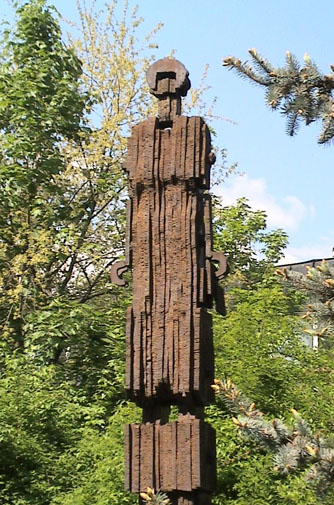
Vilt Tibor: Vasmunkás (1972, a könyvtár keleti oldalán)
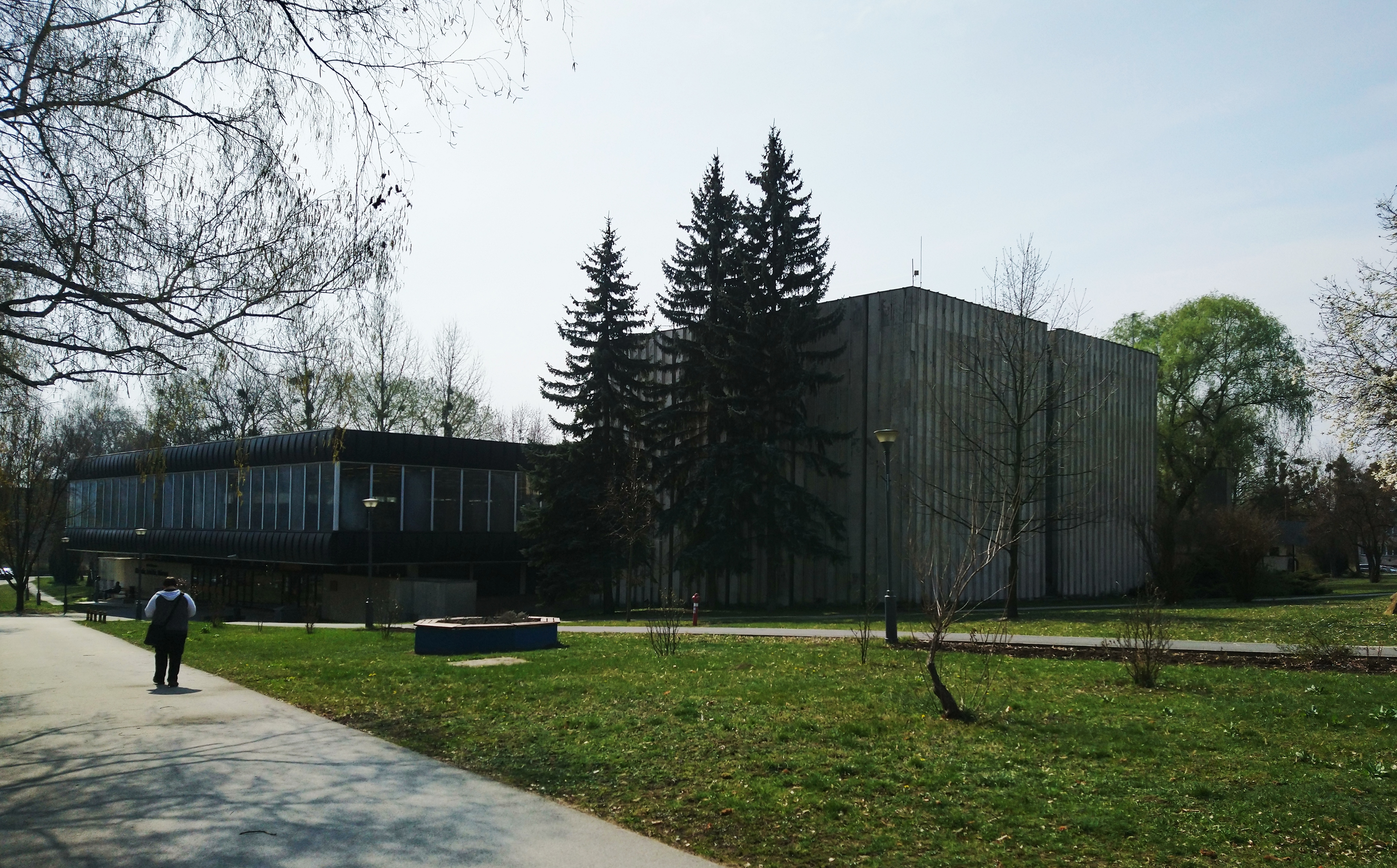
A Könyvtár, Levéltár, Múzeum épülete nyugatról
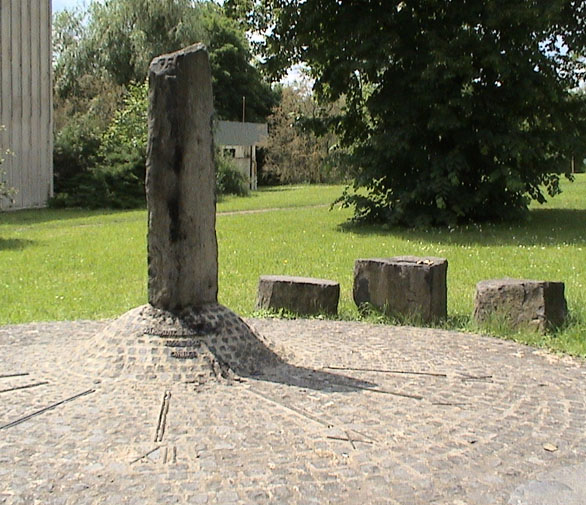
Kanizsai László: OMBKE emlékoszlop (1992, a könyvtár nyugati oldalán)